# 福州路 (上海)

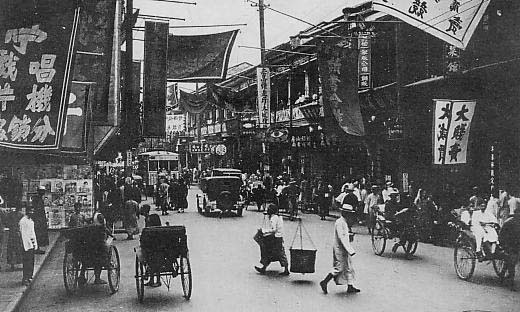
戦前の福州路

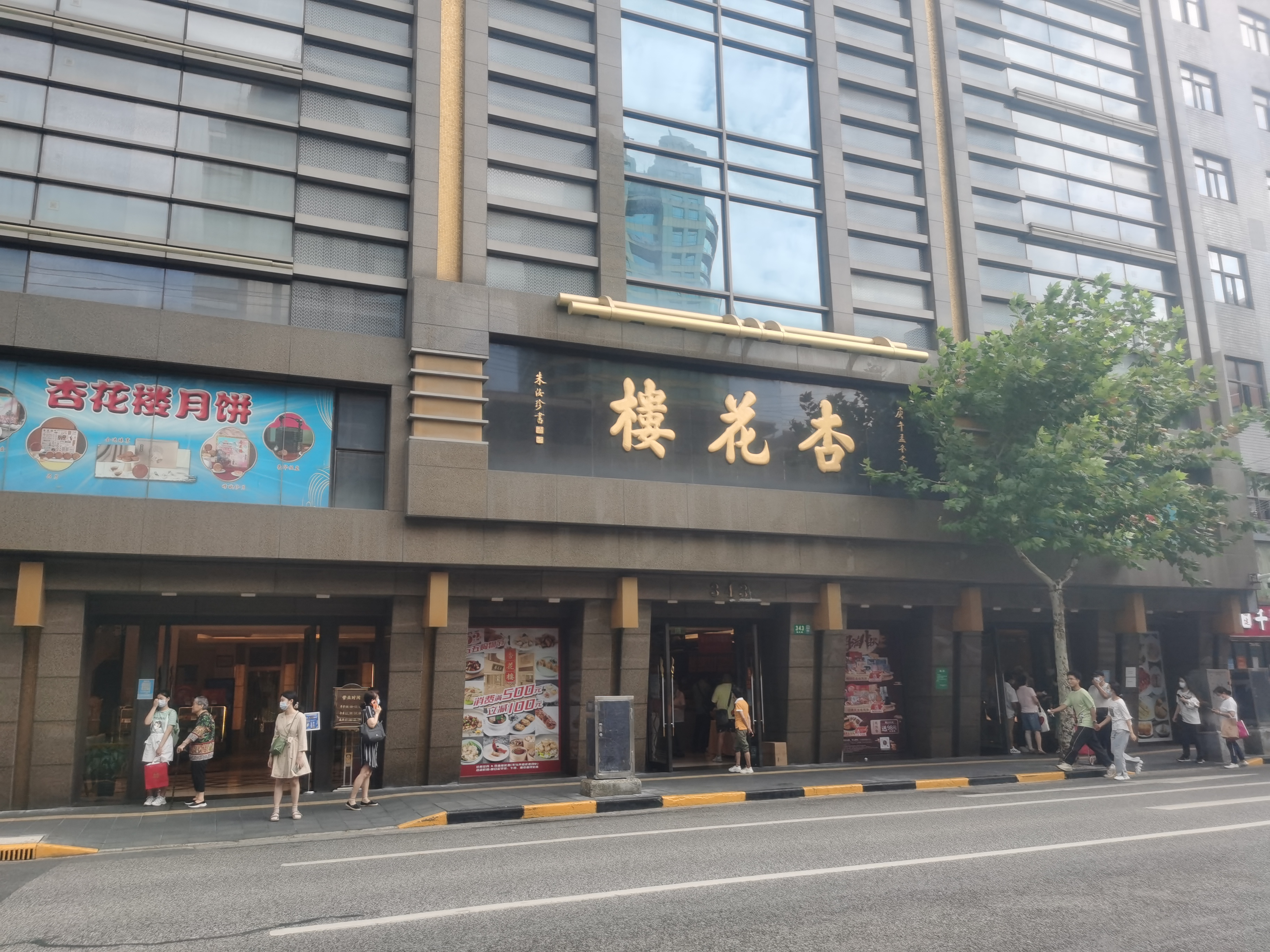
上海杏花楼酒家

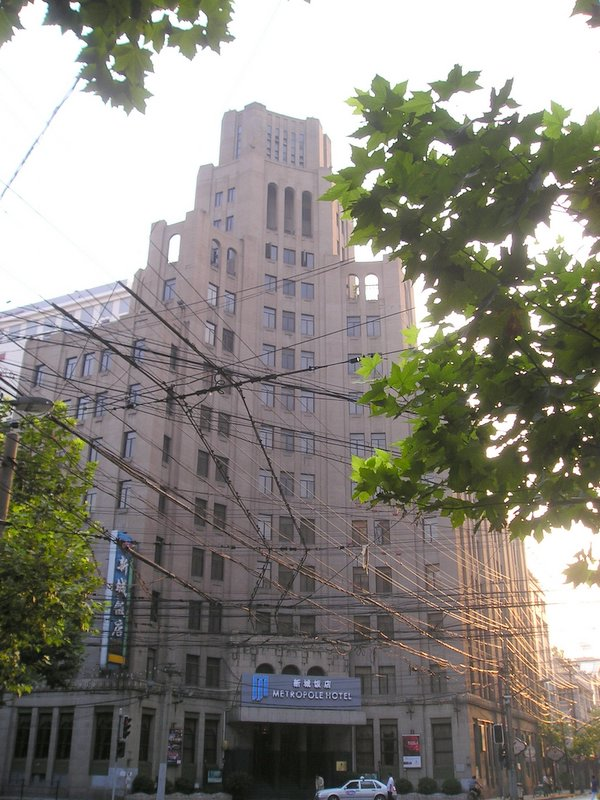
現在の都城飯店

福州路（ふくしゅうろ、フージョウルー）は旧名が四馬路（スーマールー、またはスマロ）で、中華人民共和国上海黄埔区にある通りである。東は外灘の中山東一路から始まり、西は西蔵中路に至り、長さは1,544メートル、幅は11.6 ～ 21.7メートルで、上海の中心東西道路ともいえる南京東路の南側３つ目の通りで、共に並行して東西を結ぶ。
福州路は上海の地域文化の源とも言え、1897年にここに商務印書館が開設され、中国の近代的な出版産業が始まった。そのため福州路は中国文化の最初の街として知られるようになり、沿道には多くの書店や文房具店があり、その中で有名なのは上海書城と上海文化商業ビルである。
福州路はまた食文化の街でもあり、上海杏花楼酒家 (343 号、広東料理)、老正興 (556 号、蘇州料理)、老半齋 (600 号、淮揚料理) など、有名な中国老舗の美食店が多い。 
福州路の終点にある西蔵中路の交差点はかつて「会楽里」（赤線地域）と呼ばれた有名な歓楽街で、1948年以前にはここに150を超す売春宿があったが、現在は近代的な商業ビルが林立し、来福士広場 (Raffles City Shopping Mall）もそこにある。
上海の福州路は日本でも古くから、かつての名称である四馬路（スマロ）で知られていて、明治維新前夜に高杉晋作がここで遊んでおり、芥川龍之介もその著作『上海游記』（1921年）で書店をあさるなどの記録を残している。往時流行った歌謡、津村謙の「上海帰りのリル」やディック・ミネの「夜霧のブルース」にも「夢の四馬路（スマロ）」として歌われている。

## 参照項目
- 上海租界